# Ingrid Engelsdatter
Ingrid Engelsdatter, död 1624, var en norsk kvinna som avrättades för häxeri i Øvre Eiker.
Hon var anställd som tjänare hos en välbärgad värdshusvärd på gården Steg i Efterløt. Hon anmäldes för häxeri efter en konflikt med sin arbetsgivare. Hennes kunskap om örtmedicin och hennes skönhet utpekades båda som försvårande omständigheter. Hon dömdes som skyldig till häxeri och brändes på bål. 
Författaren Anders Bye från Hokksund tog utgångspunkt i Ingrid Engelsdatter när han skrev pjäsen Enge 1980. Bye satte upp denna föreställning med egna pengar på Drammens Teater 1983. Hans fru Julie Ege spelade huvudrollen. Hon är också föremål för en pjäs av Svanaug Gevelt, som framfördes för första gången på teatern i Hokksund 1999.